# Alushta
Alushta (en ruso y en ucraniano Алушта) es una ciudad balneario situada al sur de la península de Crimea,  en los valles de los ríos Ulu Uzen y Demerdzhi rodeadas de un anfiteatro de la cadena Principal de las montañas de Crimea. Está situada a las orillas del mar Negro, al sur de la península de Crimea, a 34 kilómetros de Yalta. Su soberanía está discutida entre Rusia y Ucrania, ya que la última no reconoce el referéndum de 2014 sobre su anexión a Rusia.

## Clima

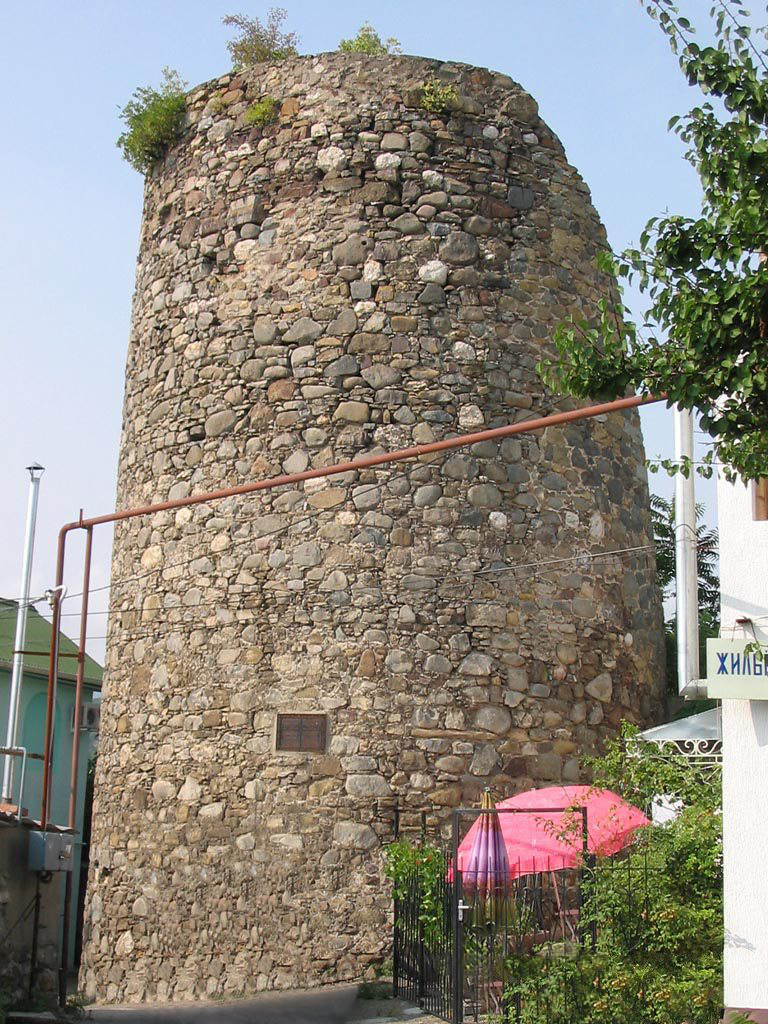
Torre genovesa del.

Alushta cuenta con varias montañas alrededor pasa a través de la cual se produce en constante movimiento de las masas de aire desde las llanuras de la península hacia el mar y la espalda. En este sentido, el clima se caracteriza por veranos calurosos e inviernos suaves y sequedad comparativo, la mayor parte de la precipitación cae entre octubre y febrero.
La temperatura media del mes más frío - febrero - +2,9 °C y el mes más cálido - julio - +23,8 °C. La duración total de la luz solar es 2321 horas por año. La temperatura del agua incluso en el período más frío cae por debajo de 8 °C. Bañar temporada - de mayo a octubre. Durante estos meses la temperatura media del agua es +17,5 °C. El mar más cálida es entre julio y septiembre, cuando la temperatura alcanza los 22 a 25 °C. Las tormentas de verano son poco frecuentes y de corta duración.
Mucho sol, el aire fresco, el mar cálido y pintorescas montañas - que son los componentes importantes que hacen estación climática perfecta de Alushta.

## Historia
La ciudad fue fundada en el siglo VI por el emperador Justiniano. Durante el período del Imperio bizantino la ciudad se llamó Alustón (Αλουστόν) y Lusta durante la dominación genovesa.
Adam Mickiewicz dedicó diez de sus Sonetos de Crimea (1826) a Alushta. En Alushta hay ruinas de una torre defensiva bizantina y una fortaleza genovesa del siglo XV.

##### Los judíos de Alushta
A los judíos se les permitió oficialmente residir en Alushta solo en 1903. En 1910 eran 544, lo que representaba el 13 % ciento de la población total. Los judíos locales eran principalmente comerciantes, artesanos, médicos o empleados. En 1939, los 251 judíos de Alushta constituían el 2,6 por ciento de la población total. En todo el condado de Alushta había 277 judíos. En vísperas de la ocupación alemana del área, unos 120 judíos lograron salir de Alushta hacia el este de la URSS, mientras que otros 20 huyeron a la región de Yalta. Los alemanes ocuparon la ciudad el 4 de noviembre de 1941 y se ordenó a los judíos llevar un brazalete con la Estrella de David. El 24 de noviembre de 1941, una unidad del Sonderkommando 10b mató a tiros a 30 judíos de Alushta y Biuk-Lambat, junto con algunos comunistas, como represalia por una incursión de los partisanos contra un convoy militar alemán.
Alushta fue liberada por el Ejército Rojo el 14 de abril de 1944.

## Enlaces externos

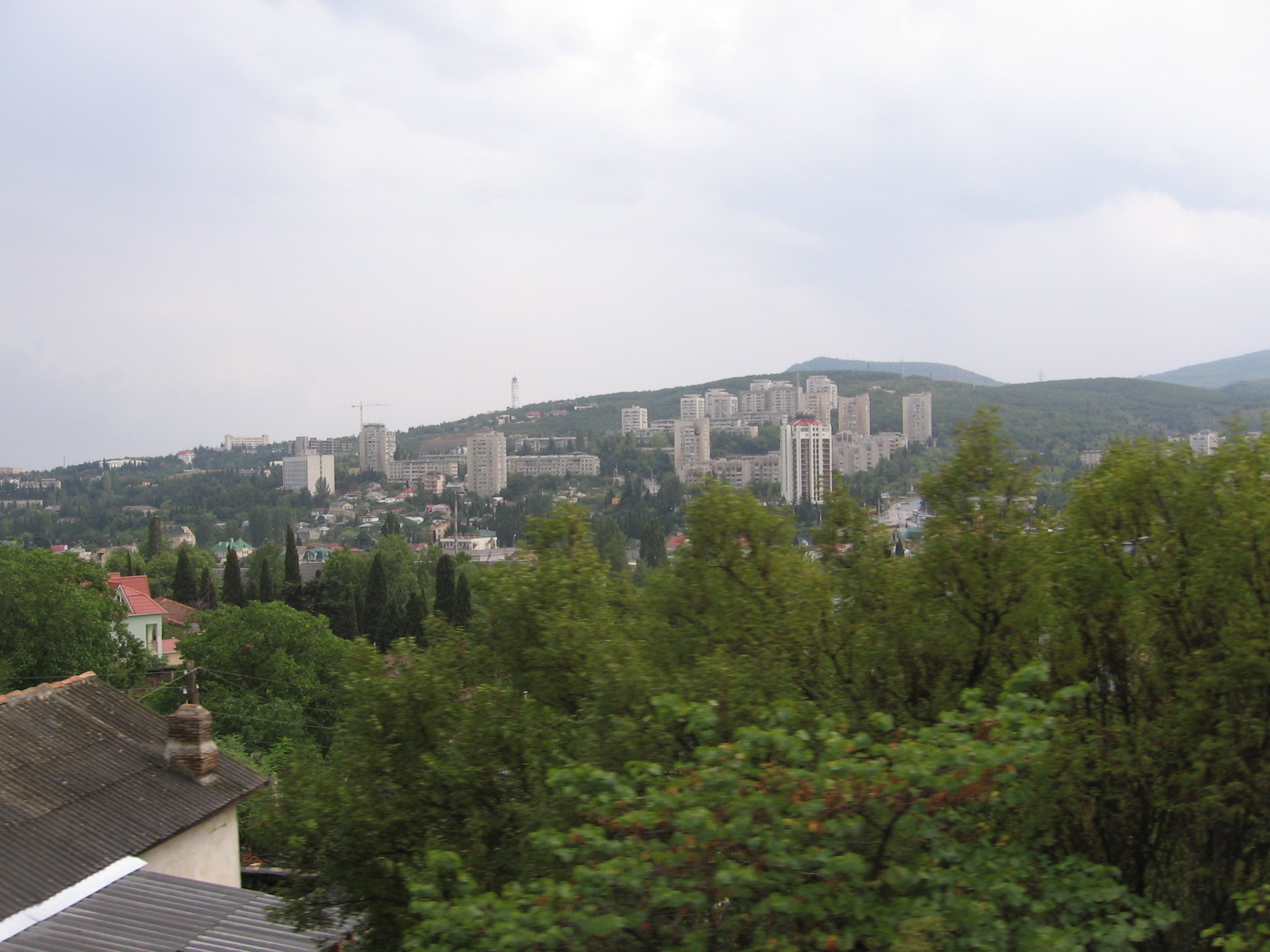

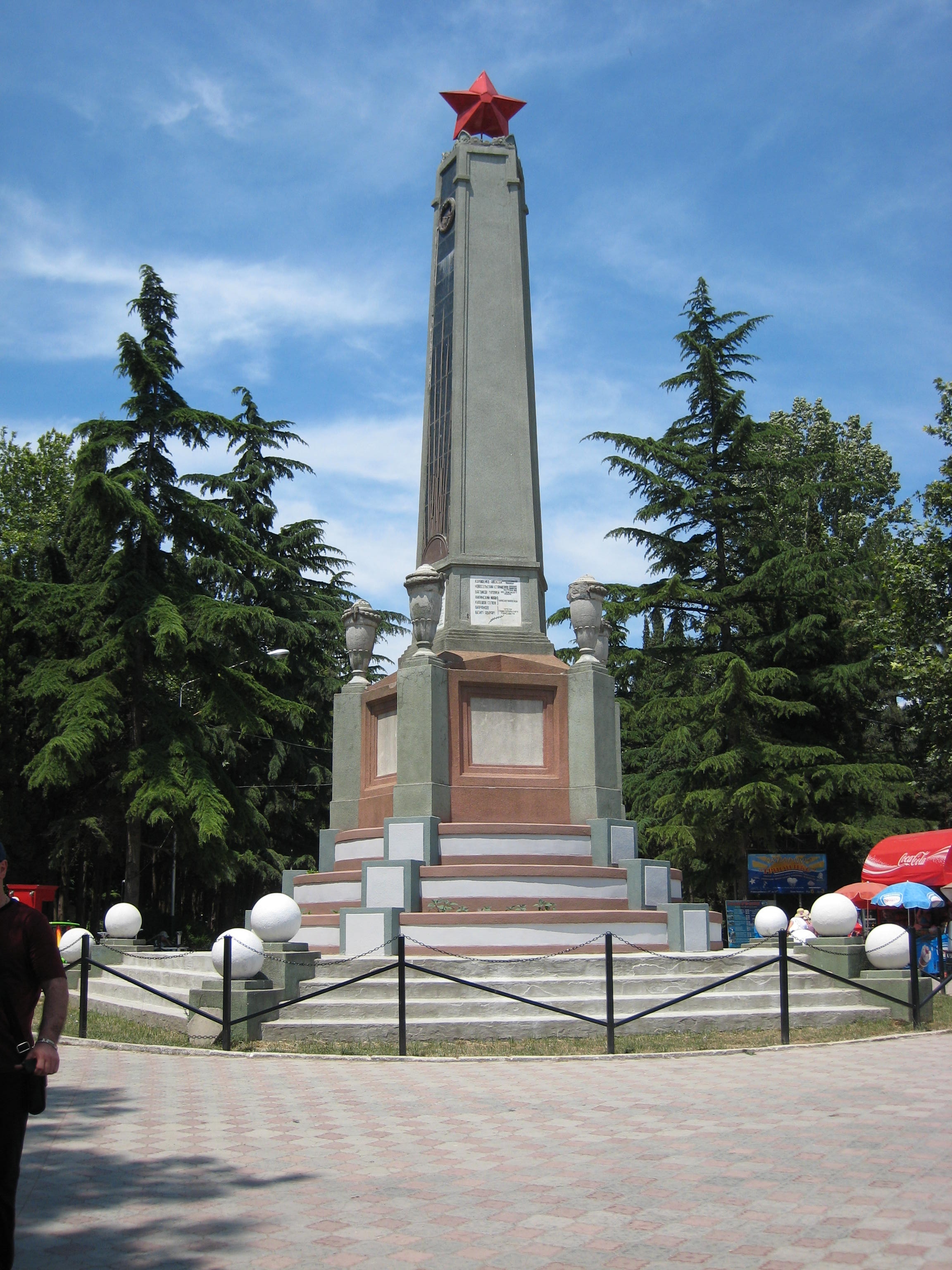

## Población

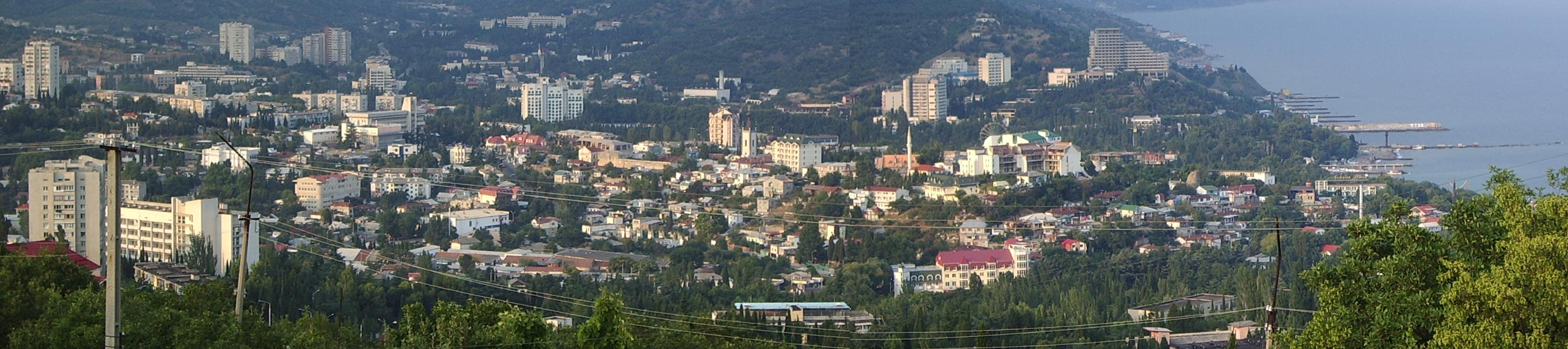
El panorama de Alushta (vista al centro)

| 1805 | 1849 | 1864 | 1887  | 1897  | 1926  | 1939  | 1989   | 2001   | 2005   | 2011   |
| ---- | ---- | ---- | ----- | ----- | ----- | ----- | ------ | ------ | ------ | ------ |
| 208  | 429  | 763  | 1.162 | 2.182 | 4.800 | 9.689 | 36.413 | 31.440 | 30.205 | 28.919 |

## Ciudades hermanadas
| Ciudad                 | País           |
| ---------------------- | -------------- |
| Äänekoski              | Finlandia      |
| Dzierżoniów            | Polonia        |
| Jūrmala                | Letonia        |
| Santa Cruz, California | Estados Unidos |